# Jamey Jasta
Jamey Jasta, nacido como James Shanahan (West Haven, Connecticut, 7 de agosto de 1977), es un músico estadounidense, más conocido como el vocalista de la banda de hardcore, Hatebreed y de la banda de sludge Metal, Kingdom of Sorrow.
Jasta también es propietario de Stillborn Records, un sello discográfico de hardcore y metal de West Haven, y una línea de ropa llamada Hatewear. Fue anfitrión del programa de televisión "Headbangers ball" en MTV2, el 2007 fue presentador de los premios Metal Hammer Golden God.
Jasta sigue un estilo de vida straight edge pero no se identifica con su subcultura.
El 14 de agosto de 2014, Jamey Jasta lanzó el podcast Jasta Show. Ha entrevistado a invitados como Rob Halford, Vinnie Paul, Nick Díaz, Luis J. Gómez, Ice-T y Kirk Hammett.

## Estilo
Las letras de Jasta en Hatebreed son consideradas por los fanáticos del grupo como uno de los puntos fuertes de la música. Los temas que suele tratar son mejora personal, disciplina, fraternidad y venganza. Aunque sus metáforas suelen ser bastante enrevesadas sus letras suelen ser populares por su mensaje de honestidad y positividad.

## Discografía
Con Hatebreed
- Satisfaction Is the Death of Desire (1997)
- Perseverance (2002)
- The Rise of Brutality (2003)
- Supremacy (2006)
- For the Lions (2009)
- Hatebreed (2009)
- The Divinity of Purpose (2013)
- The Concrete Confessional (2016)

Con Icepick
- Violent Ephipany (2006)

Con Kingdom of Sorrow
- Kingdom of Sorrow (2008)
- Behind the Blackest Tears (2010)

Proyecto en Solitario
Jasta - Jasta (2011)

## Apariciones como Invitado
- Napalm Death - "Sold Short"
- Napalm Death - "Instruments of Persuasion"
- Terror - "Spit My Rage"
- Sepultura - "Human Cause"
- Agnostic Front - "Peace"
- Deez Nuts - "Lessons Learned"
- Catch 22 - "Hard to Impress"
- Biohazard - "Domination"
- Necro - "Push It to the Limit"
- E.Town Concrete - "Battle Lines"
- Special Teamz - "Gun In My Hand"
- Ill Niño - "Turns to Gray"
- Devil Inside - "Closer To Hell"
- Buried Alive - "To Live And Die With"
- 25 Ta Life - "Bullet for Every Enemy"
- Straight Line Stitch - "Taste of Ashes"
- Candiria - "Work in Progress"
- Do Or Die - "Guardian Angel"
- Straight Line Stitch - "Taste Of Ashes
- Skarhead - "Street Life"
- Five Finger Death Punch - "Dot Your Eyes"
- P.O.D - "Eyez"
- Body Count - "Pop Bubble"
- Asesino - "Regresando Odio"
- Bury Tomorrow - "301"
- Lamb of God - "Poison Dream"
- Angelus Apatrida - "Snob"